# 大森勧銀事件
大森勧銀事件（おおもりかんぎんじけん）とは1970年10月に発生した殺人事件及び冤罪事件。
1985年に公訴時効を迎え未解決事件となった。

## 概要
1970年10月18日夜、東京都大田区の日本勧業銀行（旧第一勧業銀行の前身行。現みずほ銀行）大森支店で宿直行員が電気掃除機のコードで絞殺された。金庫室のボルト数本が外されていた。
10月27日、警視庁大井警察署は、Xをライフル銃を盗んだ窃盗事件で別件逮捕（その窃盗の前に、別の友人の自動車から預金通帳と印鑑を盗んでいる。それに気付かれる前に預金を引き出そうと、足止めの目的で、大森勧銀の強盗殺人事件は自分がやったとその友人に嘘をついた）。
警察は取調べで本件殺人事件におけるXの自供を得たが、犯行に使用した小刀やプライヤーの種類、それらを遺棄した場所の供述は曖昧で発見されることはなかった。Xに数種類の小刀や工具の写真を見せて外観を特定し、拾得物として届け出てもらおうとする異例の呼びかけも行われたが空振りに終わった。
結局、Xは証拠が不十分なまま殺人罪で起訴されたが、第1回公判では犯行を否認し、自白は誘導によるものと無罪を主張。1973年3月、東京地方裁判所は求刑通り無期懲役判決を言い渡した。東京高等裁判所での控訴審では足跡鑑定が行われ、足跡がXのものと一致せず複数の足跡という結果が出された。
1978年7月30日、東京高等裁判所は被告人に逆転無罪判決を言い渡す。検察側はこれを不服として最高裁判所へ上告するも、1982年3月17日に検察側の上告が棄却され、被告人Xの無罪が確定した。

## その他
- この事件の捜査は平塚八兵衛刑事が担当していた。また被告側弁護団の中に後に厚生労働大臣となる細川律夫、自治大臣となる白川勝彦がいた。
- 弁護活動の記録は弁護団とジャーナリストの松永憲生により出版され、のちに所ジョージの主演により『逆転無罪　Ｋ銀行殺人事件　息子はなぜ犯人と名乗ったか？』のタイトルでテレビドラマ化された。（1983年放送[3]）

## 関連書籍
- 大森勧銀事件弁護団・松永憲生『逆転無罪』（現代史出版会）